# Gare de Vouhlehirsk
 (signalé en juin 2025).
Si vous disposez d'ouvrages ou d'articles de référence ou si vous connaissez des sites web de qualité traitant du thème abordé ici, merci de compléter l'article en donnant les références utiles à sa vérifiabilité et en les liant à la section « Notes et références ».
- Archive Wikiwix
- Bing
- Cairn
- DuckDuckGo
- E. Universalis
- Gallica
- Google
- G. Books
- G. News
- G. Scholar
- Persée
- Qwant
- (zh) Baidu
- (ru) Yandex
- (wd) trouver des œuvres sur Wikidata

La gare de Vouhlehirsk (en ukrainien : станція Вуглегірськ) est une gare du Réseau ferré de Donestk située dans la ville éponyme en Ukraine.

## Situation ferroviaire
Elle est liée aux gares de Lyman, Mykitivka, Kahrkiv, Kyiv, Louhansk et sur le tronçon Debaltseve/Horlivka (qui a  deux gares de gare de Horlivka, gare de Mykytivka), vers le sud à celle de Ienakiieve.

## Histoire
Elle fut mise en service en 1878, elle a le même nom que la ville : Khassareptivka, elle change de nom en 1958. C'est une gare de fret mais en 1963 le train Kiev-Louhansk de voyageurs fait halte ici. Une nouvelle ligne vers la gare de Mykytivka a été ouverte, le nouveau bâtiment date de 1986.

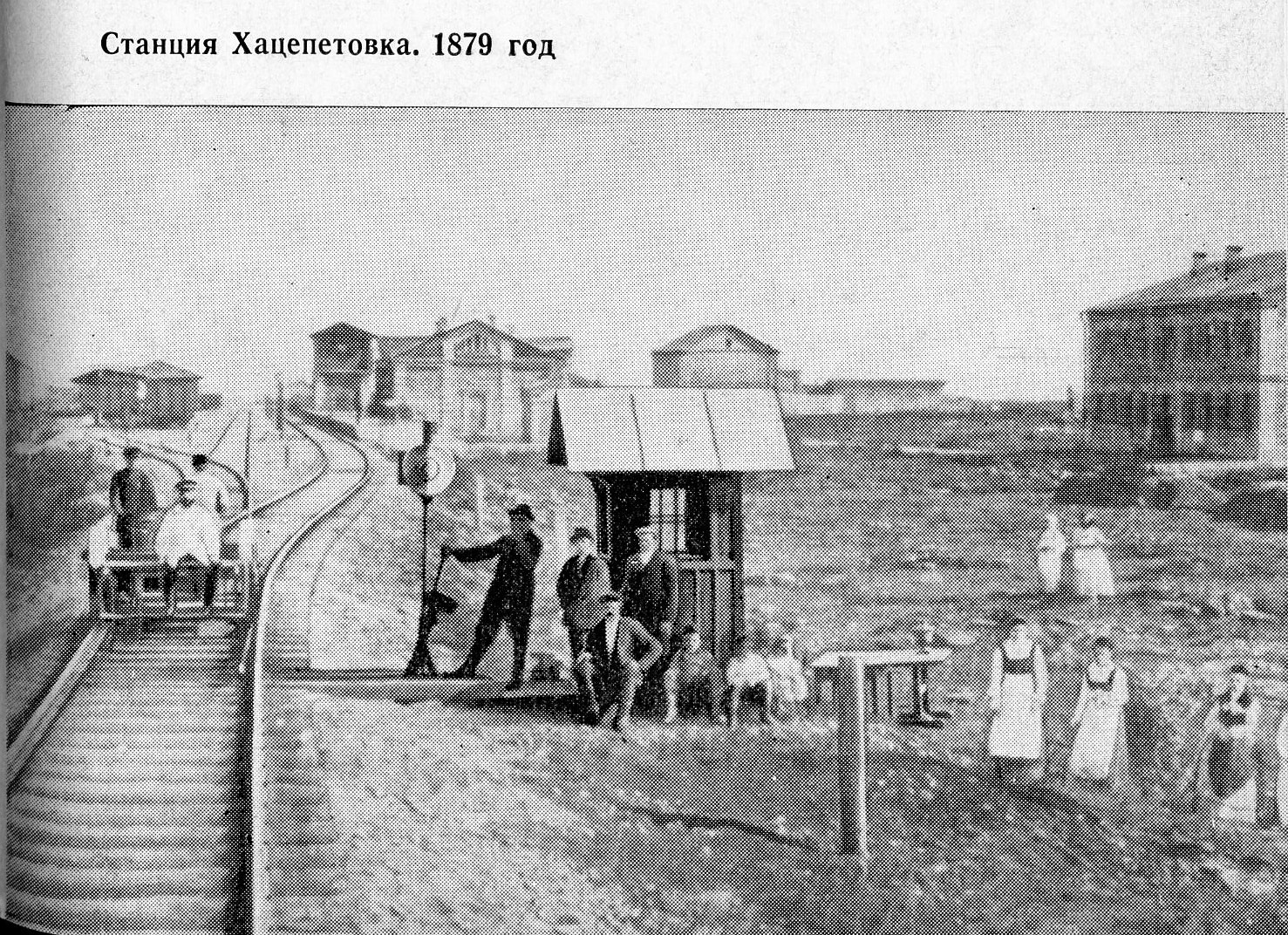
En 1879.
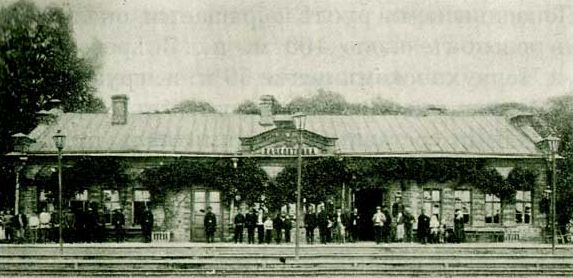
Dans les années 1910 alors gare de Khassareptivka.